# Baie de Gibraltar

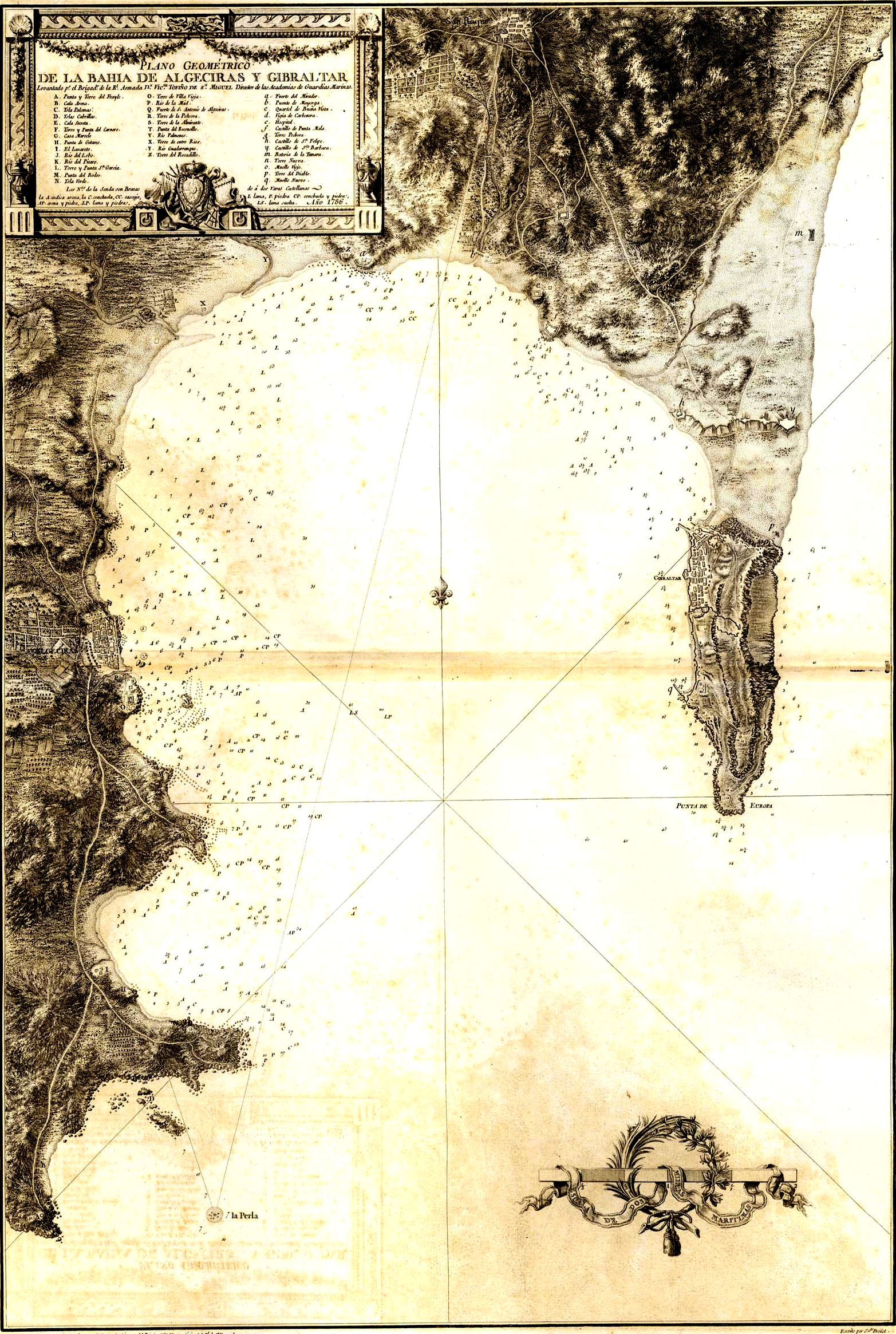
Carte du XVIIIe siècle.

La baie de Gibraltar, parfois appelée baie d'Algésiras, est une baie située à l'extrémité sud de l'Espagne, entre la péninsule homonyme, où se trouvent le Rocher de Gibraltar et la ville d'Algésiras. 

La baie est d'environ 10 km de longueur pour environ 8 km de largeur, avec jusqu'à 400 m de profondeur en son centre. Elle s'ouvre au sud dans le détroit de Gibraltar et la mer Méditerranée. Son littoral est densément peuplé. De l'ouest à l'est, le rivage est divisé entre les communes espagnoles d'Algésiras, Los Barrios, San Roque, La Línea de la Concepción et le territoire britannique d'outre-mer de Gibraltar. La plus grande partie du rivage est en territoire espagnol, avec une partie de la moitié orientale de la baie sur Gibraltar.
Les entrées est et ouest de la baie sont marquées respectivement par le Europa Point Lighthouse (en) à Punta de Europa, et le phare de Punta Carnero à l'ouest d'Algésiras.

Position de la baie d'Algésiras par rapport au détroit de Gibraltar (le nord est à gauche).